# Aristolochia odora
Aristolochia odora är en piprankeväxtart som beskrevs av Ernst Gottlieb von Steudel. Aristolochia odora ingår i släktet piprankor, och familjen piprankeväxter. Inga underarter finns listade i Catalogue of Life.